# جک اگان (بازیکن فوتبال)
جک اگان (انگلیسی: Jack Egan؛ زادهٔ ۱۶ اکتبر ۱۹۹۸) بازیکن فوتبال است.
از باشگاه‌هایی که در آن بازی کرده‌است می‌توان به باشگاه فوتبال کارلایل یونایتد اشاره کرد.